# La Ferté-Imbault
 La Ferté-Imbault  es una población y comuna francesa, en la región de Centro, departamento de Loir y Cher, en el distrito de Romorantin-Lanthenay y cantón de Salbris.

## Demografía
| 1176 | 1088 | 1123 | 1104 | 1047 | 1035 | 981 |
| Para los censos de 1962 a 1999 la población legal corresponde a la población sin duplicidades (Fuente: INSEE [Consultar]) |      |      |      |      |      |     |

## Personajes vinculados
- Magdalena Sologne (1912-1995), actriz de teatro y de cine, nacida Ferté-Imbault.
- Henri-Alexandre Tessier (dicho el abad Tessier) (1741-1737), célebre agrónomo francés, permaneció en el castillo de Ferté-Imbault 1777 para efectuar allí búsquedas sobre él espolón de centeno y ergotisme en Sologne.